# Замок Крейг
Крейг (англ. Castlecraig, Craig Castle, Castle Craig) — средневековый шотландский замок, также известный как Крейгский замок, который располагается на северном берегу Чёрного острова, на севере Шотландии. Он находится на южном побережье Кромарти Ферт, в 5 км к северо-востоку от деревушки Кулбоки и в 19 км к северу от города Инвернесс.

## Описание

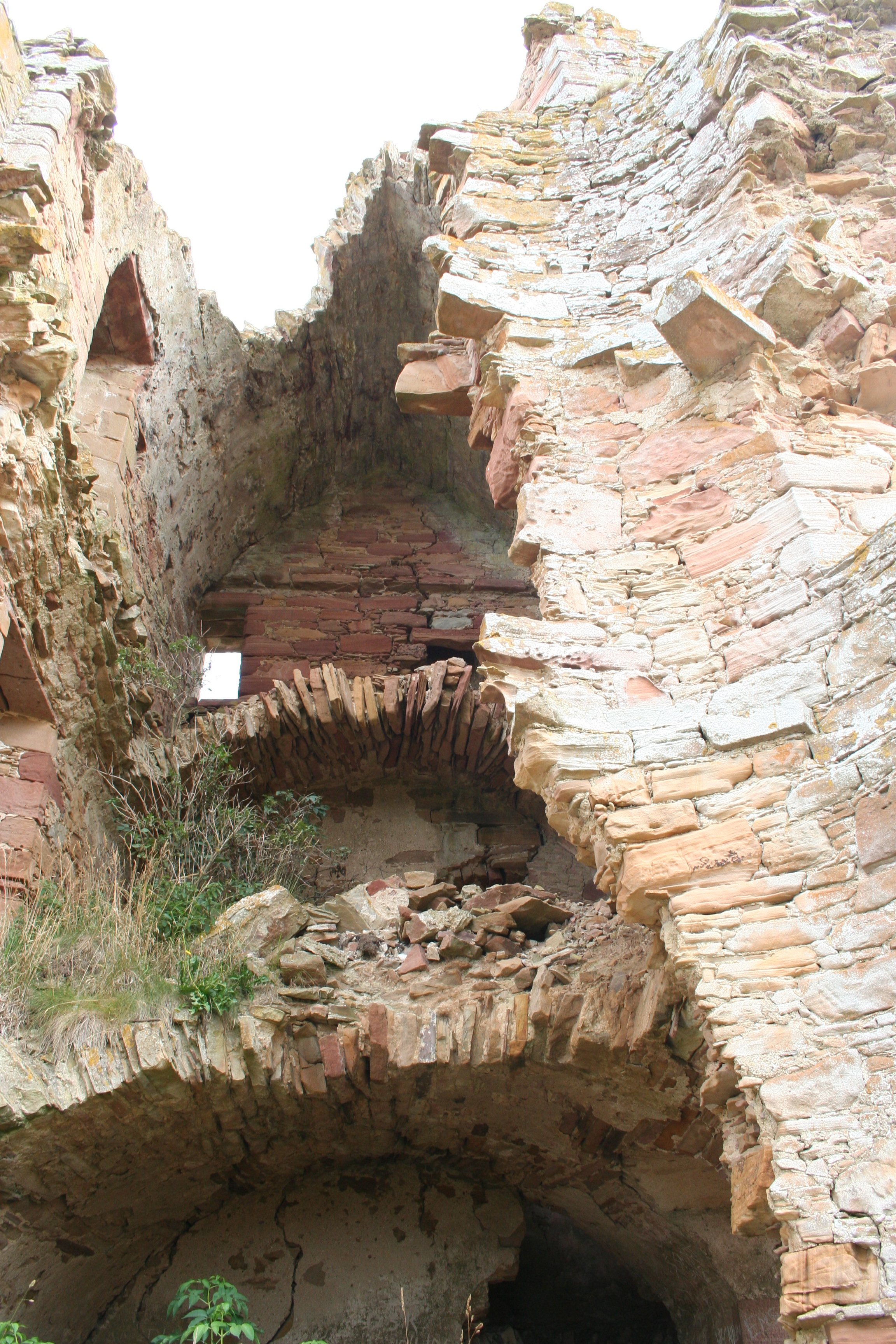
Этажи бывшего замка Крейг

Сама постройка — высокая, прямоугольная 4-этажная башня, часть которой находится на краю скалы над берегом. Башня построена из камня. Западная часть башни уничтожена. С южной и северной стороны строения были построены двери (или окна).
Северо-восточное крыло постройки всё ещё стоит и остается крытым, хотя другое крыло на северо-западе рухнуло. Башня, возможно, использовалась в качестве резиденции послереформационных епископов Росса. 
Остатки замка защищены категорией «A listed building », и «Scheduled monument  (рус. Охраняемый памятник) — памятник архитектуры, охраняемый в Великобритании». К нашему времени от Крейгского замка остались лишь руины башни, которую построили в XVI веке.